# Aurel Manga
Aurel Manga, född 24 juli 1992 i Paris, är en fransk häcklöpare. Manga tog brons på 60 meter häck vid inomhus-VM i Birmingham 2018 och inomhus-EM i Glasgow 2019.

## Karriär
I februari 2021 tog Manga silver på 60 meter häck vid franska inomhusmästerskapen i Miramas efter ett lopp på 7,58 sekunder. Månaden därpå slutade han på femte plats vid inomhus-EM i Toruń efter ett lopp på 7,63 sekunder. I juni samma år tog han silver på 100 meter häck vid franska mästerskapen i Angers efter ett lopp på personbästat 13,24 sekunder. I augusti vid OS i Tokyo tog Manga sig till final på 110 meter häck, men slutade på åttonde och sista plats efter ett lopp på 13,38 sekunder.

## Tävlingar

### Internationella
| År                     | Tävling                        | Plats                  | Placering              | Gren                   | Tid                    |
| Tävlande för Frankrike | Tävlande för Frankrike         | Tävlande för Frankrike | Tävlande för Frankrike | Tävlande för Frankrike | Tävlande för Frankrike |
| ---------------------- | ------------------------------ | ---------------------- | ---------------------- | ---------------------- | ---------------------- |
| 2013                   | U23-europamästerskapen         | Tammerfors             | 10:e (sf)              | 100 meter              | 10,57 s                |
| 2013                   | U23-europamästerskapen         | Tammerfors             | 6:e                    | 4 × 100 m stafett      | 39,46 s                |
| 2016                   | Europamästerskapen             | Amsterdam              | 6:e                    | 110 meter häck         | 13,47 s                |
| 2017                   | Europeiska inomhusmästerskapen | Belgrad                | 5:e                    | 60 meter häck          | 7,58 s                 |
| 2017                   | Världsmästerskapen             | London                 | 24:e (h)               | 110 meter häck         | 13,58 s                |
| 2018                   | Inomhusvärldsmästerskapen      | Birmingham             | 3:e                    | 60 meter häck          | 7,54 s                 |
| 2018                   | Europamästerskapen             | Berlin                 | 7:e                    | 110 meter häck         | 13,51 s                |
| 2019                   | Europeiska inomhusmästerskapen | Glasgow                | 3:e                    | 60 meter häck          | 7,63 s                 |
| 2021                   | Europeiska inomhusmästerskapen | Toruń                  | 5:e                    | 60 meter häck          | 7,63 s                 |
| 2021                   | Olympiska sommarspelen         | Tokyo                  | 8:e                    | 110 meter häck         | 13,38 s                |
| 2022                   | Europamästerskapen             | München                | 15:e (sf)              | 110 meter häck         | 13,70 s                |

### Nationella
| - Franska friidrottsmästerskapen (utomhus): - 2016: Brons – 110 meter häck (13,32 sekunder, Angers) - 2017: Guld – 110 meter häck (13,41 sekunder, Marseille) - 2021: Silver – 110 meter häck (13,24 sekunder, Angers) - 2022: Silver – 110 meter häck (13,41 sekunder, Caen) | - Franska friidrottsmästerskapen (inomhus): - 2017: Silver – 60 meter häck (7,53 sekunder, Bordeaux) - 2018: Guld – 60 meter häck (7,53 sekunder, Liévin) - 2019: Silver – 60 meter häck (7,57 sekunder, Miramas) - 2020: Guld – 60 meter häck (7,65 sekunder, Liévin) - 2021: Silver – 60 meter häck (7,58 sekunder, Miramas) |

## Personliga rekord
| Utomhus - 110 meter häck – 13,24 s (Angers, 26 juni 2021) | Inomhus - 60 meter häck – 7,53 s (Bordeaux, 19 februari 2017) |